# Marol
Marol – imię męskie pochodzenia łacińskiego, oznaczające "przychodzący znad morza; mieszkaniec wybrzeża". Patronem tego imienia jest św. Marol, biskup Mediolanu.
Marol imieniny obchodzi 23 kwietnia.